# Sébastien Courivaud
 (novembre 2012).
Si vous disposez d'ouvrages ou d'articles de référence ou si vous connaissez des sites web de qualité traitant du thème abordé ici, merci de compléter l'article en donnant les références utiles à sa vérifiabilité et en les liant à la section « Notes et références ».
Sébastien Courivaud est un acteur et photographe français né le 28 juillet 1968 à Champigny-sur-Marne. Il est notamment connu pour son rôle de Sébastien dans la série Hélène et les Garçons.

## Biographie

### Acteur
C'est en 1992 que Sébastien se fait connaître du grand public, en jouant dans la série Hélène et les Garçons. Il y incarne le rôle de Sébastien, petit ami de Laly. Il fait également partie des garçons d'Hélène : il est le bassiste du groupe. Il continuera d'incarner son rôle pendant trois ans, y compris dans la série Le Miracle de l'amour, suite de la série Hélène et les Garçons.
En 1996, il décide de quitter la série pour se consacrer à un rôle dans la série L'École des passions où il incarne Rémy, un professeur de théâtre. Sébastien reprend le rôle de Rémy en 1997 dans la suite, Studio des artistes, qui s'achèvera la même année.
Dans les années 2000 et 2010 il joue dans diverses séries et téléfilms comme Alex Santana, négociateur, SOS 18, Joséphine, ange gardien ou encore Seconde Chance  dans laquele il tient un rôle récurrent.
En novembre 2012, il participe comme invité à deux épisodes de la série Les Mystères de l'amour, on y retrouve également sa propre fille qui joue le personnage de Louna.

### Photographe
Parallèlement à son métier d'acteur, Sébastien Courivaud exerce une activité de photographe.
Il a réalisé deux expositions à Paris : Par la main en septembre et octobre 2012 puis Le pas des anges du 29 novembre 2012 au 31 janvier 2013.
Il réalise une série de 60 portraits pour l'habillage du site Meetic (2012,2013,2014).
Au printemps 2013, il initie et réalise un reportage sur le thème des Blouses Blanches dans le cadre des hôpitaux de Paris (AP-HP) au sein des services de psychiatrie et des urgences.
L'été 2013, il réalise un reportage photos sur les moissons et le monde paysan en pays de Bray.
Il participe en tant que photographe à la réalisation du projet "N'ayez pas peur" pour l'édition d'un livre et d'une exposition d'une trentaine de clichés. L'ensemble du projet traite des peurs dans la société française dont la peur du handicap et sera présenté lors de l'ouverture de la CNH 2014 (Conférence Nationale du Handicap). Ses clichés sont présentés en novembre 2014 dans le cadre du village Klesia à Paris Place du palais Royal. En mai 2015 ses photos sont exposées au salon "santé et Autonomie" à Paris.

## Filmographie

### Cinéma
- 2016 : Degas de  Nelson Castro : Paul Valery

- 2018 : The Birdcatcher's son de Richard Hobert  : Armand. 1er prix Santa Barbara Film Festival.

### Télévision
- 1992-1994 : Hélène et les Garçons : Sébastien
- 1994-1996 : Le Miracle de l'amour (136 épisodes) : Sébastien
- 1996 : L'École des passions : Rémy Ferrand
- 1997 : Studio des artistes : Rémy Ferrand
- 2003 : Alex Santana, négociateur (épisode Guet Apens)
- 2005-2008 : SOS 18 : pompier 2 (crédité sous Sébastien Marco)
- 2008 : Vérités assassines (crédité sous Sébastien Marco)
- 2008-2009 : Seconde Chance : Marc Broman
- 2010 : Un bébé pour mes 40 ans : Sébastien
- 2011 : Joséphine, ange gardien (épisode Liouba) : Marc Lecler
- 2012 : Profilage (épisode Destins croisés)
- 2013 : Les Mystères de l'amour (saison 3, épisodes Préparatifs et Mariage) : Sébastien
- 2013 : Alice Nevers, le juge est une femme (épisode Donnant Donnant) : Michel Aubry
- 2014 : Previously Trop de Trônes de Jean-Paul Geronimi,  : Jaime Bannister